# Національний архівний фонд України
Націона́льний архі́вний фо́нд (НАФ) України — сукупність архівних документів, що відображають історію духовного і матеріального життя Українського народу та інших народів, мають культурну цінність і є надбанням української нації,незалежно від їхнього виду, місця створення і форми власності на них, що зберігаються на території України або за її межами (і відповідно до міжнародних угод підлягають поверненню в Україну) визнані такими відповідною експертизою і зареєстровані у порядку, передбаченому Законом України “Про Національний архівний фонд і архівні установи”.
Для внесення архівних документів до НАФ проводиться відповідна експертиза та державна реєстрація.

## Структура
В структурі НАФ виділяються три основні групи документів, які становлять власність України:
- документи, що утворилися і зберігаються в Україні;

Документальні комплекси, що утворилися в різні історичні періоди на теренах сучасної України у діяльності органів державної влади і місцевого самоврядування, громадських і релігійних організацій, установ, підприємств усіх форм власності, окремих осіб, що зберігаються на території України, відображають історію духовного і матеріального життя її народу та інших народів, мають наукову історико-культурну цінність, визнані такими відповідною експертизою і зареєстровані у порядку, передбаченому законом.
- документи українських інституцій та громадян, котрі виникли за рубежем, але повернуті або підлягають поверненню в Україну;

Документи українського походження, що утворилися за межами України як результат діяльності української політичної та трудової еміграції, українських військових, культурно-освітніх та наукових установ, громадських об'єднань та окремих осіб і передані у власність України чи її громадян у порядку реституції, на підставі дарування, в інший спосіб, або зберігаються за межами України і відповідно до міжнародних угод підлягають поверненню в Україну (в оригіналах або копіях).
- документи іноземного походження, що опинилися на теренах України і увійшли до її історико-культурного надбання.

Документи іноземного (неукраїнського) походження, що утворилися на теренах інших держав і, за різних обставин опинившись на території України, стали невід'ємною частиною історико-культурної спадщини її народу.
Серед документів кожної з цих груп є такі, що мають особливе історико-культурне значення та унікальний характер.
Важливою складовою частиною НАФ є архівний фонд НАН України, документи якого зберігаються у відомчих наукових та науково-технічних архівах 227 установ і організацій Академії, в т.ч. у 99 науково-дослідних інститутах, 24 їхніх відділеннях, 7 наукових центрах НАН України, 7 заповідниках, ботанічних садах, в обсерваторії, наукових бібліотеках, а також у 84 допоміжних організаціях – науково-технічних центрах, спеціальних конструкторсько-технологічних бюро, дослідно-конструктор-ських бюро, дослідних заводах та виробництвах.
Рукописні фонди існують і в деяких навчальних закладах та музеях: у Національному музеї у Львові та Національному музеї історії України в Києві, Дніпропетровському історичному музеї, Чернігівському історичному музеї, Харківському історичному музеї, Одеському історико-краєзнавчому музеї та ін. Закон України “Про Національний архівний фонд та архівні установи” (ст. 12) визнає за музеями право постійно зберігати архівні документи, нагромаджені у музейних фондосховищах, а також поповнювати свої фонди і колекції профільними документами. Документи НАФ, які зберігаються у музеях, зосереджені у складі:
а) основних фондів,
б) музеїв архівів,
в) поточного діловодства (облікова документація).
На особливу увагу заслуговують багатства основних фондів.
Так, до документального фонду Національного музею історії України відносяться стародруки, рукописні документи, рідкісні авторські видання, що відображають соціально-економічний розвиток та культурне життя в Україні 19 -початку 20 ст. Тут відклалися комплекси документів М.Біляшівського, В.Хвойки, М.Алчевської та ін. А в Національному художньому музеї документально-архівний фонд (57 окремих фондів особового походження й колекцій у кількості понад 6 тис. одиниць зберігання за період 17-20 ст.) виділено як допоміжний до основного фонду – мистецьких творів. Тут відклалися фонди визначних українських художників: М.Бойчука, К.Костанді, Г.Нарбута, М.Попова, О.Сластіона, О.Сахновської та ін.
НАФ України формується з документів “державних органів, підприємств, установ та організацій усіх форм власності, а також з документів громадян та їх об'єднань”. Єдиною підставою включення архівних документів до НАФ є експертиза їхньої цінності, яку проводять експертні комісії різних рівнів.
Отже, документи НАФ України перебувають під охороною держави. Облік, збереження і використання цього вельми цінного для держави інформаційного масиву є основними завданнями архівних установ України.

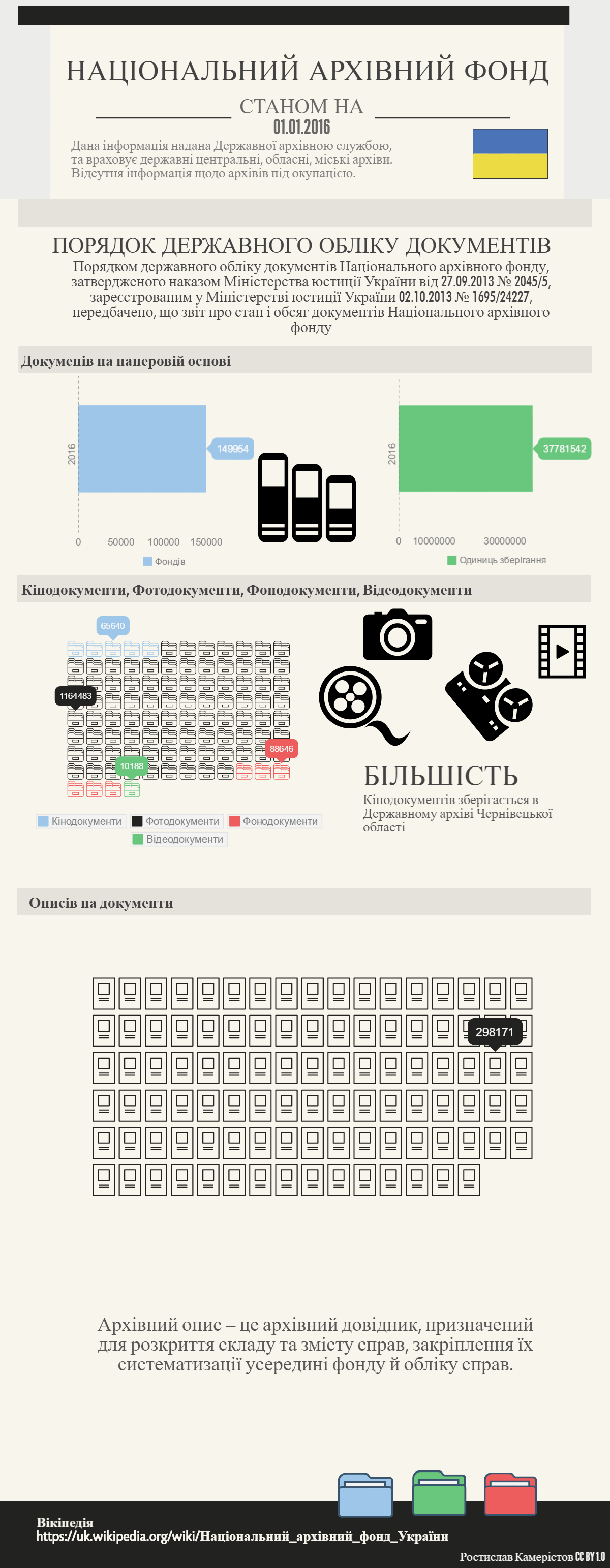
Інфографіка обсягу Національного архівного фонду в 2016 році

Серед документів кожної з цих груп є такі, що мають особливе значення та унікальний характер. Тому чільне місце у складі НАФ належить особливо цінним і унікальним документам.
До особливо цінних (ОЦ) належать архівні документи, що містять інформацію про найважливіші події, факти і явища в житті суспільства, не втрачають значення для економіки, культури, науки, духовного життя, міжнародних відносин, екології, державного управління, оборони і є неповторними з погляду їх юридичного значення і автографічності. До ОЦ можуть бути віднесені як окремі документи чи справи, так і групи документів, справ і навіть окремі архівні фонди. В державних архівах планомірне виявлення ОЦ документів і взяття їх на окремий облік здійснюється з початку 1980-х років.
Унікальні документи НАФ становлять виняткову культурну цінність, мають важливе значення для формування національної самосвідомості українського народу, визначають його вклад у всесвітню культурну спадщину. Для унікальних документів передбачено особливу форму обліку – облік у Державному реєстрі національного культурного надбання.
Організаційні, науково-методичні і практичні заходи щодо встановлення критеріїв визначення унікальних документів розроблення методики їх виявлення, порядок включення до Державного реєстру національного культурного надбання, організації обліку і забезпечення збереженості визначені "Положенням про віднесення документів Національного архівного фонду до унікальних, внесення їх до Державного реєстру національного культурного надбання, а також їх зберігання, затвердженим Кабінетом Міністрів України. Вони дістали роз'яснення у затверджених Держкомархівом відповідних Методичних рекомендаціях.
До унікальних документів НАФ можуть бути віднесені акти органів державної влади, органів місцевого самоврядування, громадських і релігійних організацій, установ та підприємств усіх форм власності, окремих осіб, інші письмові та графічні матеріали, кінофотофонодокументи, записи фольклорних творів, рідкісні друковані видання, які виникли в різні історичні періоди на території сучасної України та поза її межами.
З'ясування виключної історико-культурної цінності документів НАФ і віднесення їх до унікальних відбувається з урахуванням таких критеріїв: статус і значення фондоутворювача; походження, авторство документів та час створення документів; цінність інформації, відображеної в документах; юридична сила документів та їх оригінальність; наявність художніх або палеографічних особливостей документів.

Отже, документи НАФ України, склад якого представлено і документами, що повноцінно відбивають всі напрями життєдіяльності суспільства, зберігаються в державних архівних установах та приватних колекціях і перебувають під охороною держави. Облік, збереження і використання цього вельми цінного для держави інформаційного масиву є основними завданнями архівних установ України.

## Формування
Внесення або вилучення документів з Національного архівного фонду проводиться за ініціативи власника або державної архівної установи за згодою власника. Для цього експертними та експертно-перевірними комісіями за участю власника документів чи уповноваженою ним особи проводиться експертиза їхньої цінності.
Принципи проведення експертизи:
- об'єктивність — проведення оцінки документів на основі неупередженого підходу;
- історизм — урахування особливості часу і місця створення документів, загальноісторичного контексту;
- всебічність і комплексність — вивчення відповідних документів з урахуванням їхнього місця в комплексі інших документів.

Критерії проведення експертизи:
- походження — функціонально-цільове призначення юридичної особи (фондоутворювача), значення фізичної особи (фондоутворювача) в житті суспільства, час і місце створення документа;
- зміст — значущість інформації, що міститься в документі (унікальність і типовість), її повторення в інших документах, вид документа, оригінальність;
- зовнішні ознаки — форма фіксації та передачі змісту, засвідчення і особливості оформлення документа, стан його збереженості[2].

Із НАФ можна вилучати лише ті документи, які є дублетними (тотожні за змістом тиражовані примірники одного документа, що зберігаються в одній архівній установі), мають тимчасові строки зберігання, документна інформація яких втрачена.

## Право власності на документи
Закон України «Про Національний архівний фонд і архівні установи» визнає три форми власності на документи НАФ: державну, колективну і приватну (за Конституцією України фігурують державна, комунальна і приватна форми власності). При цьому наголошується, що всі власники документів НАФ мають рівні права.
Закон визначає рівні права іноземних громадян щодо доступу до документів НАФ з правами громадян України. При цьому зазначається, що Кабінет Міністрів України може обмежувати доступ до документів НАФ громадян тих держав, в яких передбачено обмеження доступу громадян України до їхніх державних архівів.
Певні обмеження прав вільного володіння, розпорядження і користування документами НАФ торкаються лише таких випадків: якщо це може завдати шкоди збереженості документів; якщо виникає загроза незаконного вилучення документів із складу НАФ; якщо можуть бути порушені законні інтереси держави, власника документів або інших осіб. Наприклад, власник документів НАФ не має права знищувати їх або безповоротно передавати за межі України. У сучасних економічних умовах актуальним є розроблення методів грошової оцінки документів НАФ та віднесення до складу НАФ документів недержавної власності.
Вивезення оригіналів документів НАФ за межі України забороняється. Винятком є тимчасове експонування документів на виставках або реставрація матеріалів за кордоном.
НАФ України є сукупністю належних їй документів, а також тих, що відповідно до міжнародного права підлягають поверненню в Україну, які відображають історію її народу, мають наукову та історико-культурну цінність. НАФ України склався історично і включає пам'ятки від найдавніших часів до наших днів. Підставою віднесення документів до НАФ служать відповідний експертний висновок і державна реєстрація.
Відповідно до одного з конституційних прав особи "вільно збирати, зберігати, використовувати і поширювати інформацію" (ст. 34) Закон України "Про Національний архівний фонд та архівні установи" послідовно проводить право будь-кого володіти архівними документами і документами НАФ, створювати класні архіви чи передавати свої документи в інші архівні установи на власний розсуд і вільно користуватися відкритими архівними документами. Єдиною підставою для користування доку ментами для кожної повнолітньої, дієздатної, ідентифікованої особи є її заява. До обов'язків фізичних осіб – власників цінних архівних документів-належить легалізація свого архіву шляхом реєстрації його в державній архівній установі. На власників архівних документів Законом (ст. 13) покладається завдання забезпечення збереженості документів НАФ. Уразі недотримання належних умов збереженості власник може бути за рішенням суду позбавлений права власності на ці документи (ст. 11).
Відповідно до Конституції України (ст. 26, 34) іноземці та особи без громадянства мають рівні права щодо доступу до документів НАФ з правами громадян України. Кабінет Міністрів України може обмежувати доступ до документів НАФ громадян тих держав, в яких передбачено обмеження доступу громадян України до їхніх державних архівів. Закон надає державним архівним установам певні функції щодо контролю за дотриманням архівного законодавства.
Надання таких функцій забезпечується відповідним правовим механізмом. З цією метою архівний закон передбачає норму про обов'язкову реєстрацію архівних документів, які пройшли експертизу цінності. Якщо експертиза є архівною частиною процедури віднесення документа до НАФ, то державна реєстрація є юридичною частиною цієї процедури. Вона здійснюється з метою фіксації правового статусу документів, як документів НАФ, підтвердження права власності на них, а також для забезпечення державного контролю за їх збереженістю. З фактом реєстрації закон пов'язує виникнення, зміну або припинення певних прав і обов'язків щодо документів НАФ. Як передбачає положення про державну реєстрацію документів НАФ, власник документів зобов'язаний ставити до відома державну архівну установу, яка видала реєстраційне свідоцтво, про передачу права власності на документи або про будь-які зміни їх місцеперебування, умов зберігання. Відчуження документів у будь-якій формі має бути документально засвідчене: при даруванні чи пожертвуванні це можуть бути листи, відповідні свідоцтва, при купівлі – рахунок, угода про продаж, при успадкуванні – заповіт тощо.
Певні обмеження прав вільного володіння, розпорядження і користування документами НАФ торкаються лише випадків; можливого завдання шкоди збереженості документів чи порушення законних інтересів держави, власника документів або інших осіб; виникнення загрози незаконного вилучення документів зі складу НАФ. Наприклад, власник документів НАФ не має права знищувати, пошкоджувати їх, змінювати зміст або безповоротно передавати за межі України.
Вивезення оригіналів документів НАФ за межі України забороняється. Винятком є тимчасове експонування документів на виставках, наукова експертиза або реставрація документів. У такому разі власник документів або його офіційний представник, установа, що вивозить документи НАФ за кордон, повинні мати дозвіл Держкомархіву. Вивезення копій документів НАФ та витягів з них здійснюється вільно після офіційного засвідчення їх державною архівною установою, де зареєстровані оригінали цих документів. На запобігання виснаженню національних архівних інформаційних ресурсів спрямовані певні обмеження щодо суцільного копіювання великих документальних комплексів.
З метою законодавчого визначенням архівних документів як об'єктів, що мають цінність для власника саме як об'єкти рухомого майна, науковцями УНДІАСД розроблено методи грошової оцінки документів НАФ та віднесення їх до складу НАФ. Задля захисту законних майнових інтересів власника грошова оцінка документів НАФ здійснюється у разі купівлі-продажу та інших угод, пов'язаних з передаванням права власності, визначення розміру збитків у разі заподіяння власнику шкоди, проведення страхування документів.

## Обсяг та види документів
До переліку видів та обсягів документів національного архівного фонду входять:
- Документи з паперовою основою:

1. Управлінські документи
2. Документи особового походження;
3. Науково-технічні документи.

- Документи не на паперовій основі:

1. Кінодокументи;
2. Фотодокументи;
3. Фонодокументи;
4. Відеодокументи.

## Доступ до документів
Гарантується доступ до документів НАФ усіх громадян України, які мають документи для підтвердження своєї особи. Громадяни інших країн та особи без громадянства мають такі самі права як і громадяни України. Доступ може тимчасово обмежуватися у зв'язку з науково-технічним опрацюванням та реставрацією документів (до одного року), а також збереженням державної таємниці.

## Копіювання документів
Копіювання документів власними технічними засобами є фундаментальним правом майже у всіх розвинених країнах світу. Архіви не несуть жодних витрат за це. Демократичні країни стимулюють вивчення власної історії. В той саме час Україна в цьому сенсі є унікальною державою в Європі. Згідно з чинним законодавством забороняється здійснення прямої чи опосередкованої оплати за копіювання документів власними технічними засобами. В той саме час деякі архіви посилаються на послугу "надання документів на копіювання" 41 грн 43 коп з переліку платних послуг і не вважають це опосередкованою оплатою. Державна архівна служба рішуче встала на бік таких директорів архівів і всіляко блокує безкоштовне копіювання власними технічними засобами. Як результат, тисячі краєзнавців, звичайних дослідників не можуть оплачувати величезні рахунки за "надання на копіювання" і позбавлені фундаментальної можливості досліджувати власне коріння, історію власної країни.
Стандартні пояснення керівництва ДАСУ, чому не можна безкоштовно копіювати власними технічними засобами: 
- Це основа бізнесу приватних генеалогів. При цьому не можуть пояснити, згідно з якими законами комерційні генеалоги відрізняються від інших дослідників, чи повинні вони додатково платити за щось і що поганого в чесному бізнесі.
- Дослідники псують документи. При цьому оплативши "надання документів на копіювання" схоже вже не псують.
- Архіви погано фінансуються. Яке це має відношення до законів, де чітко зазначена заборонена за стягнення прямої чи опосередкованої оплати за копіювання власними технічними засобами?
- Персональні дані. Згідно з чинним законодавством України "персональні дані" є тільки в живої людини і не можуть відноситись до будь-якої іншої особи.
- Через документи НАФ можна дізнатись національність людини, а це є персональні дані. Згідно з чинним законодавством кожна людина має право вільно обирати національність, таким чином визначити національність людини через документи будь-яких її родичів неможливо. Більш того, в метричних книгах, сповідних розписах, ревізьких казках та інших документах генеалогічного характеру ніколи не зазначалась національність. Дивним чином після оплати "надання документів на копіювання" копіювати все ж таки можна.
- Жахлива історія, як хтось щось десь дізнався і потім щось почалось. Яке це має відношення до чинних законів?

Список формальних приводів для блокування безкоштовного копіювання власними технічними засобами може бути нескінченний. Але головна і справжня причина — банальна корупція. Величезна кількість співробітників архівів неофіційно підробляє дослідженнями. Безкоштовне копіювання документів, рівно як публікація онлайн (що є нормою в розвинених країнах Європи) ставить хрест на більшості таких "сірих" заробітків.
Здійснювати копіювання документів НАФ дозволено чинними законодавством. Копіювати дозволено безоплатно власними засобами техніки, або використовуючи послуги архівної установи.
| - В частині 2 статті 35 Закону України «Про Національний архівний фонд та архівні установи» йдеться: «надання фізичним особам для користування в читальному залі архівної установи архівних документів, що належать державі, територіальним громадам … здійснюється безоплатно». - Пункт 5 статті 20 Закону України «Про Національний архівний фонд та архівні установи» дає право користувачам «виготовляти, у тому числі за допомогою технічних засобів, … копії документів і витяги з них, якщо це не загрожує стану документів та не порушує авторські та суміжні права». - Пункт 14 розділу II «Порядку користування документами Національного архівного фонду України, що належать державі, територіальним громадам» забороняє працівникам архівів вимагати від користувачів «здійснення прямої чи опосередкованої оплати» за копіювання документів. - Абзац 3 пункту 4.8.4 «Правил роботи архівних установ України», затверджених наказом Міністерства юстиції України 08.04.2013 № 656/5, визначає, що «Надання документів для копіювання технічними засобами користувачів та копіювання документів архів здійснює на платній основі». |
Заборона копіювання документів власними засобами є неправомірна.
Колишній голова Галузевого архіву СБУ Ігор Кулик повідомив про те, що користувачі архівів, які стикнулись з неправомірністю дій, та мають підстави вважати, що працівники виступають неправомірно, рекомендує застосовувати такі дії: 
| 1) скарга в Державну архівну службу на неправомірність дій; 2) скарга в Міністерство юстиції; 3) судовий позов. |

## Система архівних установ НАФ
Систему архівних установ України становлять:
- Центральний орган виконавчої влади, що реалізує державну політику у сфері архівної справи і діловодства (нині — Державна архівна служба України);
- Центральні державні архіви України (таких в Україні є 9);
- Галузеві державні архіви України;
- Державний архів в Автономній Республіці Крим;
- Місцеві державні архівні установи;
- Архівні установи органів місцевого самоврядування;
- Архівні підрозділи державних наукових установ, музеїв та бібліотек;
- Архівні підрозділи державних органів, органів місцевого самоврядування, державних і комунальних підприємств, установ та організацій;
- Архівні підрозділи об'єднань громадян, релігійних організацій, а також підприємств, установ та організацій, заснованих на приватній формі власності;
- Архівні установи, засновані фізичними особами та/або юридичними особами приватного права;
- Науково-дослідні установи, а також підприємства та організації у сфері архівної справи і діловодства.